# Sigrid Friedmann
Sigrid Friedmann (* 4. Mai 1978 in Klagenfurt) ist eine österreichische Video- und Installationskünstlerin.
Nach dem Besuch der Kunstgewerbeschule in Linz besuchte Friedmann 1997–98 die Meisterschule für Bildhauerei in Graz. Sie studierte von 1998 bis 2000 an der Universität Wien und danach bis 2006 visuelle Mediengestaltung bei Bernhard Leitner an der Universität für angewandte Kunst Wien, wobei sie 2005–06 ein Auslandsjahr an der École Supérieure d'Art Graphique in Paris absolvierte.
1999 nahm Friedmann am Künstlersymposium Zeitschnitte 99 in Bad Bleiberg teil und gewann den ersten Preis mit einem Bergbaudenkmal für das Bergbaumuseum der  Stadt. 2000 arbeitete sie an der Videoproduktion für das Theaterstück Jeff Koons am Wiener Burgtheater mit. Für das multimediale Theaterstück Zeros+Ones gestaltete sie 2001 das Bühnenobjekt und die Website. 2003 realisierte sie die Videoproduktion für die Kinderoper Himmel & Hölle beim Carinthischen Sommer in Villach. 2004 entstanden Videos zu den Theaterstücken öffentliche Rhythmen am dietheater und Pixel People im Funkhaus Wien.
2001 gründete Friedmann mit Ulrich Kaufmann den Verein sogx.net für Multimediaprojekte. 2004–06 drehte sie mit ihm den Dokumentarfilm Pompa. 2009 übernahm sie das Videodesign für die Produktionen The Last Supper und Schlafes Bruder an der Neuen Oper Wien. Für die Expo 2010 drehte sie den Animationsfilm Global Town. 